# Korwety typu Espora
Korwety typu Espora (MEKO 140 A16) – typ sześciu korwet, zbudowanych w latach 80. XX wieku w Argentynie dla Marynarki Wojennej Argentyny według niemieckiego projektu stoczni Blohm + Voss. Budowę ostatnich dwóch okrętów dokończono w latach 2000-2004.

## Historia
Okręt typu MEKO 140 zostały opracowane jako prywatne przedsięwzięcie zachodnioniemieckiej stoczni Blohm + Voss w ramach modułowej rodziny uniwersalnych okrętów różnej wielkości MEKO. Pierwotnie Argentyna zamówiła w tej stoczni w 1978 roku sześć niszczycieli rakietowych większego typu MEKO 360, lecz następnie w 1979 roku zmieniła zamówienie na cztery okręty MEKO 360 i sześć korwet typu MEKO 140, budowanych we własnej stoczni we współpracy z Niemcami. Zamówienie na korwety złożono 1 sierpnia 1979 roku. W wersji dla Argentyny projekt określony jest jako MEKO 140 A16. Okręty te klasyfikowane są w Argentynie jako korwety (hiszp. corbeta), aczkolwiek w części literatury określane są jako fregaty.
Dla okrętów wybrano siłownię dieslowską. Podobnie jak w niszczycielach MEKO 360, systemy uzbrojenia wybrano włoskie, z wyjątkiem używanych już w Argentynie francuskich pocisków przeciwokrętowych Exocet, a radary i wyposażenie elektroniczne – holenderskie. Stępki pod budowę wszystkich sześciu okrętów położono w stoczni AFNE w Rio Santiago w latach 1981–83, a wodowano je w latach 1982–86. Z powodów finansowych, ukończenie serii znacznie się jednak przeciągnęło i pierwsze cztery okręty weszły do służby dopiero między 1985 a 1990 rokiem. Ostatnim dwóm kadłubom groziło złomowanie, lecz 8 maja 1997 roku rząd Argentyny zdecydował je również ukończyć, po czym weszły do służby w 2000 i 2004 roku.
Korwety „Rosales” i „Spiro” na przełomie 1990/91 roku działały w składzie zespołu okrętów argentyńskich na wodach Zatoki Perskiej w ramach międzynarodowej koalicji antyirackiej. 

## Okręty
| Nazwa      | Numer | Położenie stępki    | Wodowanie         | Wejście do służby |
| Espora     | 41    | 3 października 1980 | 23 stycznia 1982  | 5 lipca 1985      |
| Rosales    | 42    | 1 lipca 1981        | 4 marca 1983      | 14 listopada 1986 |
| Spiro      | 43    | 4 stycznia 1982     | 24 czerwca 1983   | 24 listopada 1987 |
| Parker     | 44    | 2 sierpnia 1982     | 31 marca 1984     | 17 kwietnia 1990  |
| Robinson   | 45    | 8 czerwca 1983      | 15 lutego 1985    | 28 sierpnia 2000  |
| Gomez Roca | 46    | 1 grudnia 1983      | 14 listopada 1986 | 20 maja 2004      |

## Opis techniczny

### Konstrukcja i kadłub

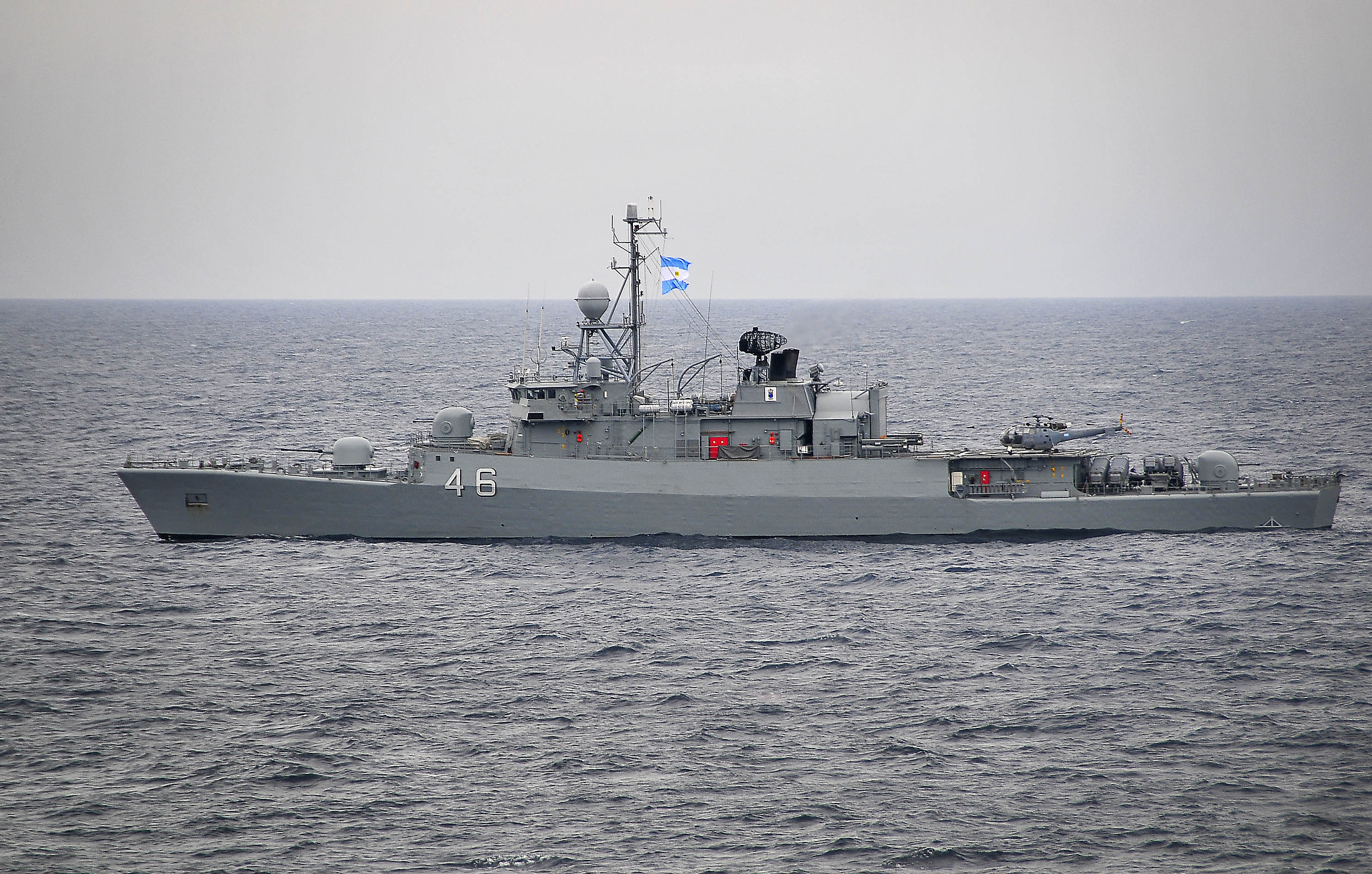
„Gomez Roca” w 2010

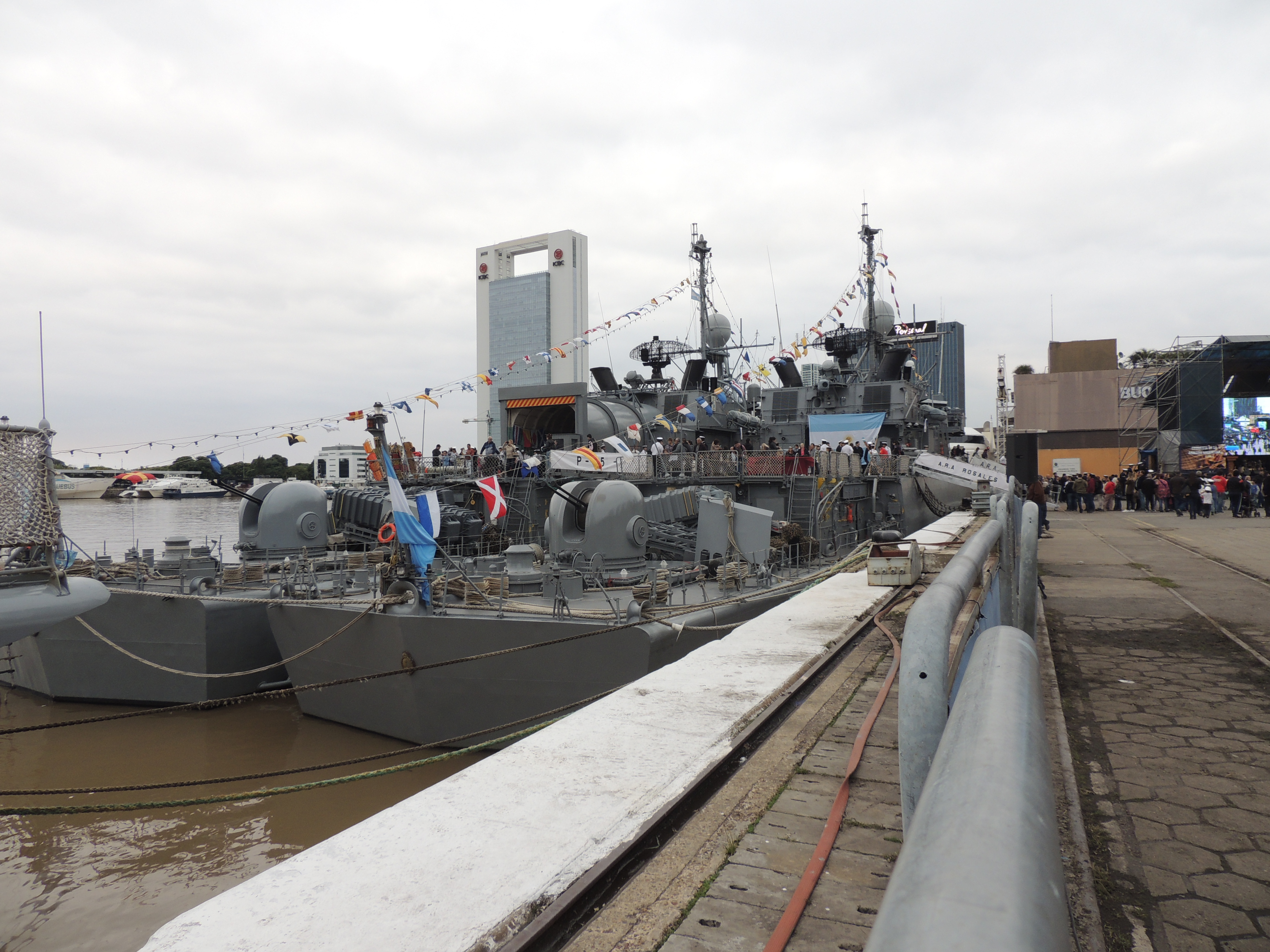
„Robinson” i „Rosales” od rufy – widoczny teleskopowy hangar na „Robinson” (po lewej)

Okręty mają gładkopokładowy kadłub, przy czym dolna kondygnacja nadbudówek na całym śródokręciu stanowi nadbudowę, ze ścianami  stanowiącymi przedłużenie burt. Na pokładzie dziobowym umieszczona jest wieża armaty uniwersalnej kalibru 76 mm, a dalej, na piętrze nadbudówki, wieża działek przeciwlotniczych kalibru 40 mm. Śródokręcie zajmuje długa grupa nadbudówek, a na końcu nadbudówki znajduje się lądowisko dla śmigłowca. Począwszy od czwartego okrętu „Parker”, w tylnej części nadbudówki mieści się rozsuwany teleskopowo hangar dla śmigłowca. Na pokładzie rufowym znajdują się ustawione poprzecznie kontenerowe wyrzutnie pocisków przeciwokrętowych Exocet i rufowa wieża działka przeciwlotniczego. Przednia ściana nadbudówki dziobowej jest nachylona, zwieńczona przeszklonym pomostem dowodzenia, a na jego dachu znajduje się podstawa radaru połączona z masztem. Na śródokręciu znajdują się na nadbudówce dwa kanciaste kominy, obok siebie, z rozchylonymi na boki wylotami spalin. Sylwetkę uzupełnia radar pomiędzy kominami.
Wyporność okrętów wynosi: standardowa 1470, a pełna 1790 ton angielskich. Długość całkowita wynosi 91,2 m, szerokość 11,1 m, a zanurzenie sięga 3,4 m.
Załoga składa się z 93 ludzi, w tym 11 oficerów.

### Uzbrojenie
Uzbrojenie rakietowe stanowią cztery wyrzutnie pocisków przeciwokrętowych MM 38 Exocet, o zasięgu do 42 km i głowicy o masie 165 km. Umieszczone są na pokładzie rufowym za nadbudówką, poprzecznie do osi okrętu. Planowano zastąpienie ich nowszymi pociskami o większym zasięgu MM40 Exocet, jak w niszczycielach typu MEKO 360.
Główne uzbrojenie artyleryjskie stanowi automatyczne działo uniwersalne kalibru 76 mm OTO Melara Compact o długości lufy 62 kalibry (L/62) w wieży na dziobie. Strzela pociskami o masie 6 kg, donośność do celów morskich wynosi 16 km, do celów powietrznych 12 km, szybkostrzelność 85 strz/min. Uzbrojenie to uzupełniają cztery podwójnie sprzężone automatyczne armaty przeciwlotnicze 40 mm Breda L/70 w dwóch dwudziałowych wieżach. Strzelają pociskami o masie 0,96 kg, donośność do celów morskich wynosi 12,6 km, szybkostrzelność 300 strz/min. Dodatkowo okręty mają dwa karabiny maszynowe kalibru 12,7 mm.
Broń podwodną stanowi sześć wyrzutni torpedowych ILAS 3 kalibru 324 mm przeciw okrętom podwodnym (dwie potrójne, umieszczone na pokładzie nadbudówki na śródokręciu). Wystrzeliwane są z nich torpedy Whitehead A 244/S, o zasięgu do 7 km.
Okręty mogą przenosić jeden lekki śmigłowiec, przeznaczony do walki z okrętami podwodnymi. Stosowano śmigłowce SA-319B Alouette III. Od czwartego okrętu „Parker” powiększono nieco lądowisko i mogą być używane nowsze lekkie śmigłowce AS 555 Fennec (Argentyna zakupiła cztery w 1996 roku). Śmigłowce SA-319B i AS 555 wyposażone są w radar i mogą przenosić po dwie torpedy przeciw okrętom podwodnym.

### Napęd
Napęd stanowią dwa silniki wysokoprężne SEMT-Pielstick 16 PC2-5 V400 o mocy 20 400 KM (15 000 kW). Prędkość maksymalna wynosi 27 węzłów. Zasięg wynosi 4000 mil morskich przy prędkości ekonomicznej 18 węzłów.

### Wyposażenie

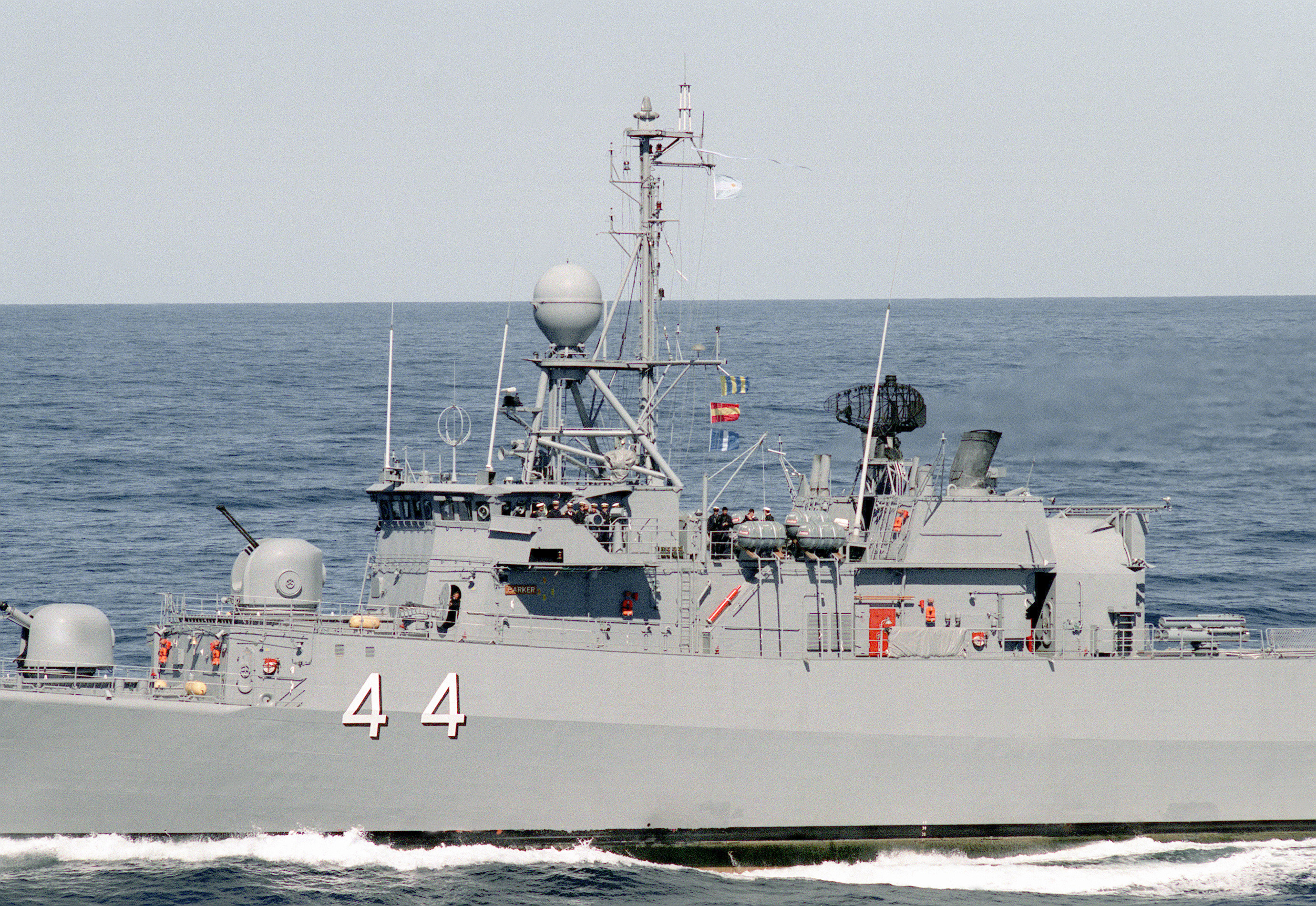
„Parker”

- Radar dozoru ogólnego Signaal DA05 (na platformie między kominami, pracujący w paśmie E/F, o zasięgu do 137 km dla celu o SPO 2 m²)[5]
- radar kierowania ogniem Signaal WM28 (w jajowatej osłonie na maszcie dziobowym, pracujący w paśmie I/J, o zasięgu do 46 km)[5]
- radar nawigacyjny Decca(inne języki) TM 1226 (pasmo I)[5]
- system kierowania ogniem Signaal WM22/41 i dalocelownik radarowo-optroniczny Signaal LIROD 8 kierowania ogniem działek 40 mm (na dachu nadbudówki za kominami oraz celowniki na skrzydłach mostka)[5]
- sonar Atlas Elektronik(inne języki) ASO 4 (średniej częstotliwości, w kadłubie)[5]
- system informacji bojowej Signaal SEWACO[5]

Ze środków walki elektronicznej, okręty mają systemy ostrzegania o opromieniowaniu Racal RQN-3B, systemy zakłócające Racal TQN-2X oraz podwójną wyrzutnię wabików i środków zakłócających CSEE Dagaie o zasięgu do 12 km. Dwie ostatnie jednostki mogą mieć nowszy zestaw środków walki elektronicznej.